# Sanne Houby-Nielsen
Sanne Helene Houby-Nielsen, född 5 maj 1960 i Köpenhamn, är en dansk-svensk arkeolog och museichef.

## Biografi
Houby-Nielsen växte upp i Danmark och har varit bosatt i Sverige sedan slutet av 1980-talet. Hon utbildade sig till arkeolog i Tyskland och Storbritannien och disputerade vid Köpenhamns universitet i klassisk arkeologi 1992. Hon har varit chef för Den Kongelige Afstøbingssamling vid Statens Museum for Kunst i Köpenhamn och arbetat som utgrävningsledare vid det dansk-grekiska utgrävningsprojektet i Chalkis i Grekland. Under åren 1999–2000 var hon forskarassistent vid Klassiska institutionen vid Lunds universitet.
Hon är gift med arkeologiprofessorn Anders Andrén.

### Världskulturmuseerna
Houby-Nielsen utsågs till museichef för Medelhavsmuseet i Stockholm 2000 och från 2005 var hon också chef för Östasiatiska museet i Stockholm. I maj 2010 utsågs hon till överintendent för Statens museer för världskultur.
Under Houby-Nielsens tid som överintendent för Statens museer för världskultur öppnades Bergrummet på Skeppholmen som en ny utställningslokal. Myndigheten etablerade också nära samarbeten med Cypern, Henanprovinsen i Kina och Sydafrika omkring forskning, expertutbyte och utställningar, till exempel utställningar om Krigardrottningen Fu Hao och Staden vid Sidenvägen om miljonstaden Luoyang under Tangdynastin.

### Nordiska museet
I februari 2015 tillträdde Houby-Nielsen som styresman för Nordiska museet i Stockholm. Under hennes tid vid Nordiska museet har besökssiffrorna ökat med ca 30 %.

## Utmärkelser
- H. M. Konungens medalj i guld av 8:e storleken i Serafimerordens band (Kon:sGM8mserafb, 2022) för betydande insatser inom svenskt museiväsende[9]